# كيم كلارك
كيم كلارك (بالإنجليزية: Kim Clarke) (31 يناير 1965 - ) هي لاعبة كرة يد أمريكية. شاركت في الألعاب الأولمبية الصيفية 1996 والألعاب الأولمبية الصيفية 1988 والألعاب الأولمبية الصيفية 1992.

## وصلات خارجية
- كيم كلارك على موقع اللجنة الأولمبية الدولية (الإنجليزية)
- كيم كلارك على موقع أوليمبيديا (الإنجليزية)